# Société d'édition des artistes peignant de la bouche et du pied
 (septembre 2015).
Si vous disposez d'ouvrages ou d'articles de référence ou si vous connaissez des sites web de qualité traitant du thème abordé ici, merci de compléter l'article en donnant les références utiles à sa vérifiabilité et en les liant à la section « Notes et références ».
La société d'édition des Artistes peignant de la bouche et du pied est une maison d'édition chargée par l’Association de la reproduction des œuvres de ses membres sur cartes, calendriers et autres articles et de leur diffusion. Créée en 1959, la société d'édition est le partenaire exclusif de l'Association des artistes peignant de la bouche et du pied (AAPBP). 

## Fonctionnement de la société
Les principaux produits diffusés par la société d’édition sont des cartes et des calendriers reproduisant des œuvres des Artistes Peignant de la Bouche et du Pied. Chaque année, à l’occasion des fêtes de Noël une nouvelle sélection de ces mêmes cartes et calendrier est proposée. Une série de cartes toutes occasions est  proposée au printemps. Cette activité garantit aux artistes membres une indépendance financière jusqu’à la fin de leurs jours, même si leur état de santé ne leur permet plus de peindre.  
La SARL société d'édition des artistes peignant de la bouche et du pied (société APBP), présidée par une société de droit étranger, exerce une activité de reproduction d'oeuvres d'artistes handicapés peignant de la bouche ou du pied, regroupés au sein de l'association « Vereinigung der Mund und Fussmalenden Künstler in aller Welt » (VDMFK), installée au Liechtenstein, à laquelle ils cèdent leurs droits d'auteur en contrepartie d'honoraires mensuels. 
La société d’édition organise et finance des expositions à travers toute la France. Elle organise également de nombreux  stages de peinture permettant aux artistes de l’Association de se retrouver pour se former, échanger et partager leur savoir. 
La société d’édition met également des ateliers en place en milieu scolaire, animés par des artistes du groupe. Ils ont pour objectif de sensibiliser les plus jeunes sur le thème de la différence et de leur donner la possibilité de s'exprimer via la peinture. 

## Mode de diffusion des œuvres
Les œuvres d'art originales créées par les Artistes Peignant de la Bouche et du Pied sont ainsi reproduites par la société d'édition et exclusivement diffusées par La Poste[réf. nécessaire]. Cette diffusion se fait chaque année au moment des fêtes de fin d'année et au printemps et permet de faire connaître les œuvres et les artistes au plus grand nombre. La sélection de cartes et de calendriers envoyée aux particuliers s’accompagne de prospectus présentant les artistes et leurs parcours.

## Artistes notables de l'association
- Arnulf Erich Stegmann
- Jacques Coulais
- Denise Legrix
- Marlyse Tovae
- Eros Bonamini
- Serge Maudet